# Џорџ Ванкувер
Џорџ Ванкувер (енгл. George Vancouver; Кингс Лин, 22. јуна 1757 — Лондон, 10. маја 1798) био је официр Британске Краљевске ратне морнарице, најпознатији по својим истраживачким подухватима по северозападној обали Северне Америке, који су обухватали Аљаску, Британску Колумбију, Вашингтон и Орегон, а истраживао је и југозападну обалу Аустралије.
Његовим именом названи су острво Ванкувер, градови Ванкувер у Канади и Ванкувер у САД, као и планина Маунт Ванкувер на граници Јукона и Аљаске.